# Friday Night Lights (mixtape de J. Cole)
Pour les articles homonymes, voir Friday Night Lights.
Albums de J. Cole
The Warm Up
(2009) Cole World: The Sideline Story
(2011)
Friday Night Lights est la troisième mixtape de J. Cole, sortie le 12 novembre 2010.
Elle est téléchargeable gratuitement sur son site. Cette mixtape est la suite d'un projet qui a été abandonné, la mixtape Villematic, jeu de mots entre « Dreamville » (une création de Cole) et le célèbre Illmatic de Nas. Cependant on retrouve un titre nommé Villematic sur Friday Night Lights.
Par rapport aux deux mixtapes précédentes, celle-ci contient plus de featurings, notamment avec Drake et même Kanye West. Le rappeur de Fayetteville a produit la plupart de ses chansons lui-même, comme à son habitude, et offre des textes de qualité.

## Liste des titres
| 1.    | Friday Night Lights (Intro) (Produit par J. Cole)                                              | | 01:45 |
| 2.    | Too Deep for the Intro (Produit par J. Cole et Jay Dee)                                        | Didn't Cha Know d'Erykah Badu | 03:45 |
| 3.    | Before I'm Gone (Produit par J. Cole)                                                          | | 04:24 |
| 4.    | Back to the Topic (Freestyle) (Produit par Mario Winans, Carmelo Famouss et Bryan-Michael Cox) | Must Be Love de Cassie featuring Puff Daddy | 03:00 |
| 5.    | You Got It (featuring]Wale – Produit par J. Cole et Liban)                                     | Neon Valley Street de Janelle Monáe Hypnotize de The Notorious B.I.G. Right Now de Fort Minor featuring Black Thought et Styles of Beyond One & Only de Nelly | 04:47 |
| 6.    | Villematic (Produit par Bink)                                                                  | | 03:13 |
| 7.    | Enchanted (featuring Omen – Produit par J. Cole et Omen)                                       | Hail Mary de Makaveli featuring Kastro, Prince Ital Joe et Young Noble Think (About It) de Lyn Collins                                                        | 04:11 |
| 8.    | Blow Up (Produit par J. Cole)                                                                  | | 05:00 |
| 9.    | Higher (Produit par J. Cole)                                                                   | Bess in da Ear de Carlos Bess et Jose « Choco » Reynoso | 03:49 |
| 10.   | In the Morning (featuring Drake – Produit par L&X Music)                                       | Can I Get A... de Jay-Z featuring Amil et Ja Rule | 03:54 |
| 11.   | 2Face (Produit par Syience)                                                                    | | 04:46 |
| 12.   | The Autograph (Produit par J. Cole)                                                            | Julie de The Class-Set | 03:43 |
| 13.   | Best Friend (Produit par Timbaland)                                                            | Best Friends de Missy Elliott featuring Aaliyah | 03:25 |
| 14.   | Cost Me a Lot (Produit par J. Cole)                                                            | My Man de Billie Holiday La La La de Jay-Z | 03:18 |
| 15.   | Premeditated Murder (Produit par J. Cole)                                                      | That Sweet Woman of Mine de Leon Haywood | 03:54 |
| 16.   | Home for the Holidays (Produit par J. Cole)                                                    | Doc de Chocolate Milk Wanksta de 50 Cent Life Goes On de 2Pac                                                                                                 | 03:55 |
| 17.   | Love Me Not (Produit par J. Cole)                                                              | My Cherie Amour de Stevie Wonder | 03:31 |
| 18.   | See World (Produit par Elite et J. Cole)                                                       | Living Inside Your Love d'Earl Klugh Pain de 2Pac featuring Stretch Some People Hate de Jay-Z                                                                 | 03:14 |
| 19.   | Farewell (Produit par J. Cole)                                                                 | So Fresh, So Clean d'OutKast | 03:32 |
| 73:41 |                                                                                                | |       |

| 20. | Looking for Trouble (featuring Pusha T, Kanye West, CyHi Da Prynce, Big Sean – Produit par Kanye West) | 05:35 |